# 専従
専従（せんじゅう）とは、労働組合や職員団体における「組合専従者」や、一般就職せずに「労働者」以外の形で専ら活動家業に従事する「専従活動家」「(党)専従職員」「(党)専従者」を意味する。または医療従事者が、ある診療勤務日において、当該診療に専ら従事していることを意味する。

## 種類
1. 公務員における職員団体、民間企業における労働組合における「組合専従者」。組合費から専従手当という活動資金提供を貰う代わりに通常業務を免除され、組合関連業務だけに従事する行為、その行為者。在籍専従者とも言う。雇用側に賃金の支払わせつつ業務中に組合業務に従事するのはヤミ専従という違法行為である[11]。
2. 一般就職せずに日本共産党系組織、新左翼組織など雇用契約を結ばない組織に所属し、「労働者」以外の形で組織のために活動している行為、または行為者を意味する。「専従活動家」「職業革命家」とも言う。
3. 医療機関における診療従事者が、ある診療勤務日において、当該診療に専ら従事していること、またその行為者。専従、「専ら従事している」とは、その就業時間の最低8割以上を当該診療に従事しているケースのみを意味する。他にも専任、「専ら担当している」とは、その他診療を兼任していてもよいものの、就業時間の最低5割以上を当該診療に従事しているケースのみを意味する[10]。

## 用法
- 専従活動家 - 高卒・大卒・院卒後に一般官民組織に就職せず、日本民主青年同盟など日本共産党系組織、新左翼団体、市民団体など日本国の法律に基づいた雇用契約を結ばず、「労働者」以外の形で組織活動のみに従事する者を意味する者。略称として「専従」とも呼ばれる[12][13][4][14][15][9]。新左翼系組織の専従活動家の場合は専従費を上から一切貰えないことのが多く、異性労働者(基本的に魅了した女性)から経済的支援を受けて生活していた[9]。元党員篠原常一郎によると日本共産党中央委員会職員でさえ平均年間給与400万円、30歳未満ならば200-250万円前後であると述べている。更には、地方の党機関となると給与は中央より低い上に遅配、未払いとなることも多く、自活は出来ない実態を明かしている。そのため、元日本共産党トップの不破哲三を「赤い貴族」と例えている[5]。共産党専従職員は、職業革命家とも呼ばれ、ブログ更新や赤旗配達業務を含め、24時間「仕事中」である[3]。2025年には日本共産党の上記のような党機関専従者と同党における労使関係が労働基準法違反&労働安全衛生法違反であることが問題となった[6][8]。日本共産党の小池晃書記局長は同党専従職員は「労働者かどうか」を問われると、「役員も含むので、そこの線引きはいろいろとある」とあいまいな回答を行った[6]。田村智子委員長は党機関専従職員の地位は、「いわゆる労使関係というものとは異なると考える」とし、一般の労働者とは異なると主張した[14]。
- 組合専従 - 「休職扱い」とすることで勤め先と雇用関係を維持したまま労働組合業務のみをしている在籍専従、それ以外を意味する非在籍専従者（離職専従者）の2種類がある。1949年の改正労働組合法（昭和24年法律174号）にて、専従者給与も雇用先側が負担する「有給在籍専従制」が禁止された。以降、専従者の給与は組合側負担とすること、使用者である勤め先との関係を「休職扱い」とするようになった[2]。
  - ヤミ専従 - 民間組織や企業の労働組合員、公務員の職員団体員が職場で記録上は勤務しているように装うことで給与を受領しながらも、業務時間中に組合活動をしている違法行為のこと。2005年に勤務実態のない複数の大阪市職員の組合活動だけでなく、市職員厚遇やカラ残業などの実態も表面化し、問題になった（大阪市職員厚遇問題）[16]。